# 劲枝异药花
劲枝异药花（学名：Fordiophyton strictum）为野牡丹科异药花属下的一个种。

## 扩展阅读
維基物種上的相關：劲枝异药花